# ISO 3166-2:TC
ISO 3166-2:TC es la entrada para las Islas Turcas y Caicos en ISO 3166-2, parte de los códigos de normalización ISO 3166 publicados por la Organización Internacional de Normalización (ISO), que define los códigos para los nombres de las principales subdivisiones (p.ej., provincias o estados) de todos los países codificados en ISO 3166-1.
Actualmente, no hay códigos definidos para la ISO 3166-2 en la entrada para las Islas Turcas y Caicos.
Las Islas Turcas y Caicos tienen oficialmente asignado el código TC para la ISO 3166-1 alfa-2.